# 5월 6일
5월 6일은 그레고리력으로 126번째(윤년일 경우 127번째), 뒤에서부터는 240번째 날에 해당한다.

## 사건
- 1527년 - 로마약탈 사건이 발생 (사코디 로마)
- 1536년 - 영국, 헨리 8세가 모든 교회에 '영어로 된 완전한 성경을 한 권씩' 비치하도록 명령하다.
- 1910년 - 영국, 조지 5세가 국왕으로 즉위.
- 1937년 - 독일 체펠린 비행선 힌덴부르크호에 폭발 사고가 일어나다.
- 2001년 - 교황 요한 바오로 2세가 시리아를 방문, 교황으로서는 처음으로 모스크에 들어감.
- 2012년 - 프랑스, 대통령 선거에서 프랑수아 올랑드가 니콜라 사르코지를 누르고 당선되다.

## 문화
- 1840년 - 영국, 세계 최초의 우표가 유통되다.
- 1889년 - 프랑스 파리에서 에펠탑이 개관하다.
- 1984년 - 대한민국, 로마 가톨릭 성인 103위, 교황 요한 바오로 2세에 의해 시성.
- 2016년 - 대한민국 정부가 5월 6일 금요일을 임시 공휴일로 지정하였다.

## 탄생
- 1405년 - 알바니아의 민족 영웅 스컨데르베우. (~1468년)
- 1501년 - 222대 로마의 교황 교황 마르첼로 2세. (~1555년)
- 1574년 - 교황 인노첸시오 10세. (~1655년)
- 1758년
  - 프랑스의 정치인 막시밀리앵 드 로베스피에르. (~1794년)
  - 프랑스의 명장 앙드레 마세나. (~1817년)
- 1824년 - 일본 에도 막부의 13대 쇼군 도쿠가와 이에사다. (~1858년)
- 1843년 - 미국의 지형학자 그로브 칼 길버트. (~1918년)
- 1856년
  - 오스트리아의 정신분석학자 지그문트 프로이트. (~1939년)
  - 미국의 탐험가 로버트 피어리. (~1920년)
- 1893년 - 대한민국의 한학자·역사학자 정인보. (~1950년)
- 1895년 - 이탈리아의 배우 루돌프 발렌티노. (~1926년)
- 1906년 - 프랑스의 수학자 앙드레 베유. (~1998년)
- 1908년 - 일제강점기 태생 대한민국의 정치인 신기석. (~1989년)
- 1915년 - 미국의 배우, 영화감독 오손 웰스. (~1985년)
- 1926년 - 대한민국의 트로트 가수 손인호.
- 1931년 - 미국의 야구 선수 윌리 메이스. (~2024년)
- 1933년 - 미국의 산업디자이너 제임스 T. 볼드윈 (~2018년)
- 1936년 - 대한민국의 정치인 윤국노. (~1986년)
- 1940년 - 대한민국의 배우 김세윤.
- 1941년 - 유고슬라비아의 축구 선수 이비차 오심 (~2022년)
- 1942년 - 중화민국의 바둑 기사 린하이펑.
- 1951년 - 라이베리아의 정치인 새뮤엘 도. (~1990년)
- 1953년 - 영국의 정치인 토니 블레어.
- 1955년 - 미국의 감독 겸 작가 샘 사이먼. (~2015년)
- 1956년 - 대한민국의 제9대 제주특별자치도의원 서대길.
- 1960년 - 대한민국의 정치인. 서울특별시 중구의원 김영선. (~2015년)
- 1961년
  - 대한민국의 공무원 권덕철.
  - 미국의 배우, 영화 감독 조지 클루니.
- 1964년 - 대한민국의 가수 고은희.
- 1965년 - 대한민국의 축구 코치 안익수.
- 1968년
  - 대한민국의 가수 신해철. (~2014년)
  - 일본의 만화가 아카마츠 켄.
- 1969년 - 대한민국의 범죄자 김해선.
- 1970년
  - 대한민국의 전 야구 선수, 현 야구 코치 이용호.
  - 대한민국의 희극인 심현섭.
- 1971년 - 미국의 음악가 크리스 시프렛.
- 1972년
  - 일본의 성우 키쿠치 시호.
  - 대한민국의 과학자 정재승.
  - 일본의 전 마라톤 선수, 평론가 다카하시 나오코.
- 1973년 - 대한민국의 배우 이훈.
- 1974년 - 일본의 전직 축구 선수, 축구 지도자 나카무라 신.
- 1975년 - 대한민국의 배우 이태란.
- 1978년 - 대한민국의 성우 전지원.
- 1980년
  - 대한민국의 음악가 라디.
  - 미국의 가수 태빈 (원타임).
  - 대한민국의 배우 송유하.
  - 중화민국의 야구 선수 장즈자. (~2024년)
- 1981년
  - 대한민국의 전 야구 선수 이동학.
  - 대한민국의 전 야구 선수 정재훈.
  - 미국의 야구 선수 더스틴 니퍼트.
- 1982년
  - 대한민국의 기자 윤태윤.
  - 대한민국의 배우 안형준.
  - 대한민국의 가수 메이.
- 1983년
  - 브라질의 축구 선수 다니에우 아우베스.
  - 대한민국의 배우 김효선.
  - 대한민국의 전 축구 선수 김동희.
  - 미국의 배우 개버레이 시디베이.
  - 일본의 전 축구 선수 다카하시 히로유키.
- 1984년
  - 대한민국의 탁구 선수 문현정.
  - 대한민국의 배우, 방송인 하나경.
  - 일본의 전 축구 선수 후쿠오 다다요.
- 1985년
  - 미국의 농구 선수 크리스 폴.
  - 네덜란드의 전 축구 선수 아눅 호헨데이크.
  - 잉글랜드의 배우 제이미 윈스턴.
- 1986년 - 대한민국의 배우 권혁수.
- 1987년
  - 대한민국의 배우 문근영.
  - 대한민국의 미스코리아 장윤희.
  - 벨기에의 축구 선수 드리스 메르턴스.
- 1988년
  - 대한민국의 미국인 방송인 타일러 라쉬.
  - 대한민국의 방송인 겸 배우 유병재.
  - 대한민국의 가수 최아인.
- 1989년
  - 대한민국의 희극인 박진호.
  - 대한민국의 축구 선수 김동희.
  - 대한민국의 축구 선수 주현재.
  - 중화인민공화국의 사격 선수 이쓰링.
- 1990년
  - 일본의 축구 선수 구도 마사토. (~2022년)
  - 멕시코의 펜싱 선수 다니엘 고메스.
- 1991년 - 대한민국의 배우 안은진.
- 1992년
  - 대한민국의 가수 백현 (EXO, EXO-K).
  - 일본의 배우 쿠와에 사키나
  - 대한민국의 인터넷 방송인 쁘띠허브.
  - 일본의 축구 선수 우사미 다카시.
  - 대한민국의 배우 김지선.
- 1993년
  - 영국의 배우 나오미 스콧.
  - 대한민국의 가수, 배우 김다솜 (씨스타).
- 1994년
  - 대한민국의 영화 감독 유석현.
  - 크로아티아의 축구 선수 마테오 코바치치.
  - 대한민국의 가수 수안.
  - 대한민국의 가수 김푸름.
- 1995년 - 대한민국의 힙합 아티스트 원슈타인.
- 1996년
  - 대한민국의 리그 오브 레전드 프로게이머 은종섭.
  - 대한민국의 야구 선수 류재인.
- 1997년
  - 대한민국의 배우 김주엽.
  - 영국의 수영 선수 덩컨 스콧.
  - 대한민국의 가수 서정은.
- 1998년
  - 대한민국의 가수 환희 (업텐션).
  - 대한민국의 가수 시현.
- 1999년
  - 대한민국의 가수 로시.
  - 대한민국의 가수 남동현.
- 2000년 - 대한민국의 가수 Woshi.
- 2001년 - 대한민국의 배우 강은아.
- 2002년 - 미국의 배우 에밀리 앨린 린드.
- 2003년 - 대한민국의 가수 박시영.
- 2006년 - 일본의 걸그룹 이노우에 하루카.
- 2008년 - 대한민국의 배우 김시아.
- 2019년 - 영국의 서식스 공작 해리 왕자 가문 서식스 공자 아치.

## 사망
- 850년 - 일본의 54대 천황 닌묘 천황. (808년~)
- 1910년 - 영국의 국왕 에드워드 7세. (1841년~)
- 1952년 - 이탈리아의 교육자 마리아 몬테소리. (1870년~)
- 1963년 - 대한민국의 아동문학가, 시인, 소설가 강소천. (1915년~)
- 1965년 - 대한민국의 화가 박수근. (1914년~)
- 1981년 - 일본의 야구인 하마자키 신지. (1901년~)
- 1983년 - 덴마크 태생 미국의 재즈 작곡가 카이 윈딩. (1922년~)
- 1988년 - 대한민국의 법조인 한성수. (1910년~)
- 1992년 - 독일의 배우 마를레네 디트리히. (1901년~)
- 2011년 - 대한민국의 축구 선수 윤기원. (1987년~)
- 2013년 - 대한민국의 워크래프트3 프로게이머 박승현. (1989년~)
- 2018년 - 이탈리아의 영화감독 에르만노 올미. (1931년~)
- 2019년
  - 대한민국의 배우 한지성. (1990년~)
  - 대한민국의 극작가 유호. (1921년~)
  - 대한민국의 국회의원이자 국어강사 서한샘. (1944년~)
  - 스페인의 축구 선수 안드레스 훙케라. (1946년~)
- 2021년
  - 일본의 만화가 미우라 켄타로. (1966년~)
  - 칠레의 생물학자 움베르토 마투라나. (1928년~)
- 2022년 - 대한민국의 한학자 기세춘. (1933년~)
- 2022년 - 미국의 만화가 조지 페레스. (1954년~)
- 2022년 - 일본의 작곡가 안도 사네치카. (1932년~)
- 2023년 - 독일의 피아니스트 메나헴 프레슬러. (1923년~)
- 2024년 - 일본의 사업가 교고쿠 다카하루. (1938년~)
- 2025년
  - 미국의 정치학자 조지프 나이. (1937년~)
  - 미국의 영화감독 제임스 폴리. (1953년~)

## 기념일
- 부처님 오신 날 - 2014년, 2033년, 2052년
- 대체공휴일: 대한민국, 일본
- 세계 노 다이어트 데이
- 교사의 날: 자메이카
- 순교자의 날
- 콘돔의 날: 일본

## 같이 보기
- 전날: 5월 5일 다음날: 5월 7일 - 전달: 4월 6일 다음달: 6월 6일
- 음력: 5월 6일
- 모두 보기